# Cercyon mendax
Cercyon mendax är en skalbaggsart som beskrevs av Ales Smetana 1978. Cercyon mendax ingår i släktet Cercyon och familjen palpbaggar. Inga underarter finns listade i Catalogue of Life.